# گمینا گربوو
گمینا گربوو (به لهستانی:  Gmina Grybów) یک گمینا در لهستان است که در شهرستان نوو سانچ واقع شده‌است. گمینا گربوو ۱۵۳٫۰۱ کیلومتر مربع مساحت و ۲۲٬۴۳۶ نفر جمعیت دارد.